# Karel Skála (fotbalista)
Karel Skála (* 3. ledna 1956) je bývalý český fotbalista.

## Fotbalová kariéra
V československé lize hrál za Zbrojovku Brno. Nastoupil ve 4 ligových utkáních. Gól v lize nedal. V Poháru UEFA nastoupil v 1 utkání.

## Ligová bilance
| Ročník                                   | Zápasy | Góly | Klub           |
| ---------------------------------------- | ------ | ---- | -------------- |
| 1. československá fotbalová liga 1978/79 | 1      | 0    | Zbrojovka Brno |
| 1. československá fotbalová liga 1979/80 | 3      | 0    | Zbrojovka Brno |
| CELKEM                                   | 4      | 0    |                |